# Alpha Blondy
Seydou Koné (Dimbokro, 1 de janeiro de 1953), mais conhecido pelo nome artístico Alpha Blondy, é um cantor de reggae e compositor marfinense.

## Carreira
É muito popular na África Ocidental. Teve uma participação com o grupo The Wailers em um único CD chamado Jerusalem. Estudou Inglês no Hunter College em Nova York, e posteriormente no programa de Idioma Americano (American Language Program) da Universidade de Columbia. 
Canta principalmente em diúla, francês e inglês, más também ocasionalmente em árabe ou hebraico. As letras de suas canções expressam fortemente atitude e humor relacionados com a política. Inventou a palavra "democrature" (a qual se pode traduzir como "democradura", combinação de democracia e ditadura) para qualificar alguns governos Africanos.
Algumas de suas canções mais conhecidas são Sebe Allah Y'e, Cocody Rock, Apartheid is Nazism, Banana, Brigadier Sabari, Guerre Civile, Jah Rasta, Jerusalem, Journalistes en danger, Multipartisme, Politiqui, Sweet Fanta DialLo e Yitzhak Rabin.

## Discografia

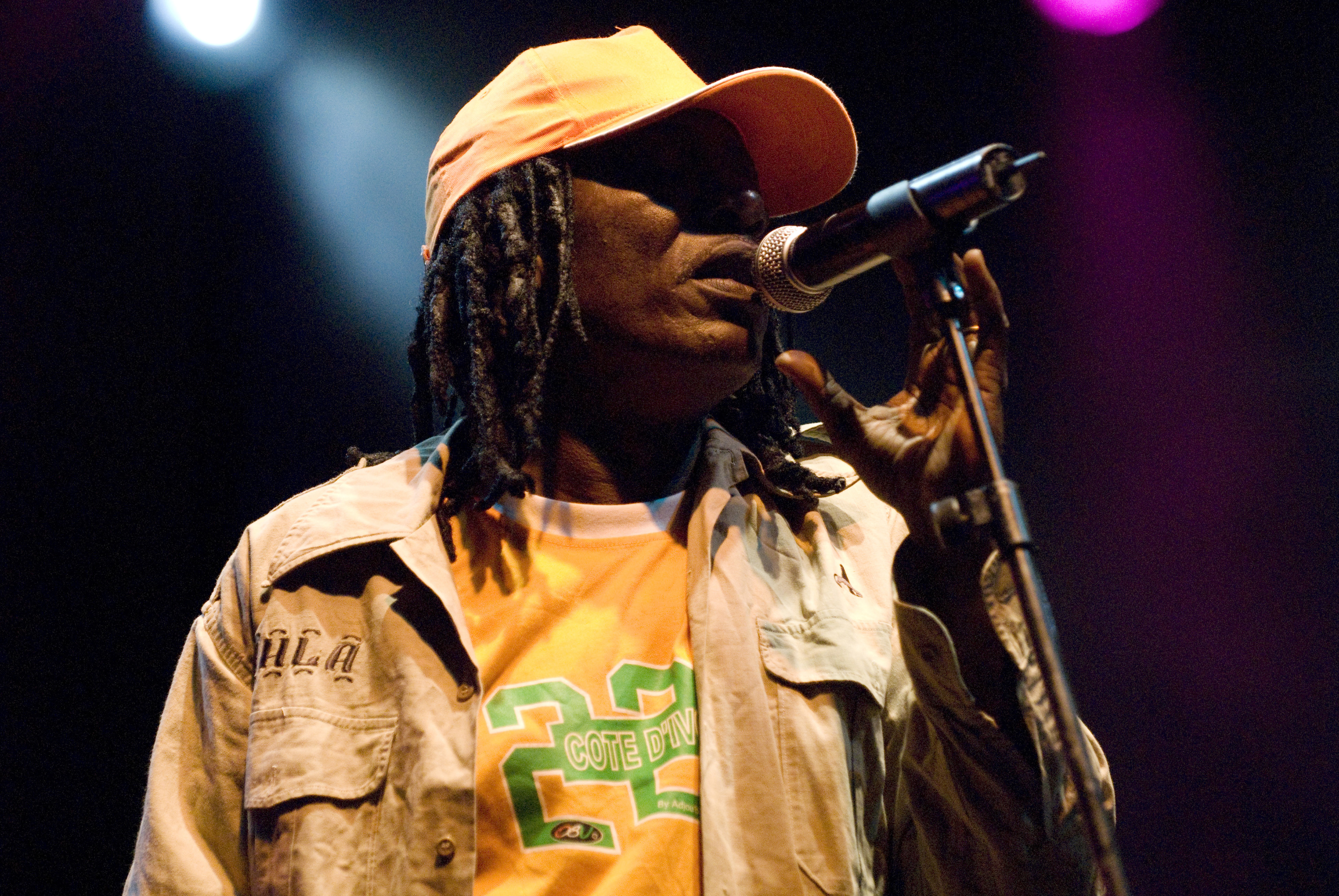
Alpha Blondy em 2007.

### 1980
| Álbum / Lançamento         | Lista de faixas | Notas                         |
| -------------------------- | --- | ----------------------------- |
| Jah Glory! (1983)          | 1. "Jah Glory" 2. "The End" 3. "Bêbi Yêrê Yé" 4. "Bintou Wêrê-wêrê" 5. "Brigadier Sabari" 6. "Dou Nougnan"                                                                 | apresentando The Natty Rebels |
| Cocody Rock! (1984)        | 1. "Cocody Rock" 2. "Tere" 3. "Super Powers" 4. "Interplanetary Revolution" 5. "Fangan Kameleba" 6. "Bory Samory"                                                          |                               |
| Apartheid Is Nazism (1985) | 1. "Afriki" 2. "Jah Houphouët" 3. "Apartheid Is Nazism" 4. "Idjidja" 5. "Sahel" 6. "Sebe Allah Y'e" 7. "Kiti" 8. "Come Back Jesus" 9. "Djinamory"                          |                               |
| Jerusalem (1986)           | 1. "Jerusalem" 2. "Politiqui" 3. "Bloodshed in Africa" 4. "I Love Paris" 5. "Kalachnikov Love" 6. "Travailler C'est Trop Dur" 7. "Miva" 8. "Boulevard De La Mort" 9. "Dji" | apresentando The Wailers      |
| Revolution (1987)          | 1. "Sweet Fanta Diallo" 2. "Blesser" 3. "Jah Houphouet Boigny Nous Parle" 4. "Rock And Roll Remedy" 5. "Time" 6. "Election Koutcha" 7. "Miri"                              | apresentando The Solar System |
| Rasta Poué (1988)          | 1. "Rasta Poué" 2. "Bintou Wêrê-wêrê" 3. "Jah Glory" 4. "Dou Nougnan" 5. "Brigadier Sabari" 6. "The End" 7. "Bêbi Yêrê Yé" 8. "Rasta Fou"                                  |                               |
| The Prophets (1989)        | 1. "The Prophet (Allah Léka Netchi)" 2. "Banana" 3. "Coup D'etat" 4. "Kolombaria" 5. "Face To Face" 6. "Black Men Tears" 7. "Corinthiens" 8. "Jah Music"                   | apresentando The Solar System |

### 1990
| Álbum / Lançamento                                          | Lista de faixas |
| ----------------------------------------------------------- | --- |
| Masada (1992) apresentando The Solar System                 | 1. "Masada" 2. "Multipartisme (Mediocratie)" 3. "Rendez-vous" 4. "God Is One" 5. "Yeye" 6. "Desert Storm" 7. "Houphouet Yako" 8. "Peace in Liberia" 9. "Papa Bakoye" 10. "Les Chiens" 11. "Sciences Sans Conscience" 12. "Fulgence Kassy" 13. "Ca Me Fait Si Mal" 14. "Mystic Night Move"                                        |
| SOS Guerre Tribale (1993)                                   | 1. "Babylone Kêlê" 2. "Yagba Dimension" 3. "Cissê Kiri" 4. "Café Cacao" 5. "Sida in the City" 6. "Véto De Dieu" |
| Live Au Zénith (Paris) (1993)                               | 1. "Intro: Jah Houphouët Boigny Nous Parle" 2. "Psaume 23" 3. "Jerusalem" 4. "Masada" 5. "Politiqui" 6. "Cocody Rock" 7. "Multipartisme (Médiocratie)" 8. "God Is One" 9. "Dji" 10. "Come Back Jesus" 11. "Bénédiction" |
| Dieu (1994) apresentando The Solar System                   | 1. "Abortion Is A Crime" 2. "Dieu" 3. "Wild Time" 4. "Amour Papier Longueur" 5. "La Guerre (d'après "War" de Bob Marley & The Wailers)" 6. "Mon Père Avait Raison" 7. "Rocking Time" 8. "Heal Me" 9. "Gorée (Sénégal)" 10. "Afrique-Antilles" 11. "Soukeina (Nangnele)" 12. "Dos Au Mur"                                         |
| Grand Bassam Zion Rock (1996) apresentando The Solar System | 1. "Ragga Gangstar" 2. "Alpha Kaya" 3. "Zion Love" 4. "Course Au Pouvoir" 5. "Ya Fohi" 6. "Valérie" 7. "Grand Bassam" 8. "Mo" 9. "Cheik Amadou Bamba" 10. "Sefon Dance" 11. "Unité Nationale" 12. "Silence Houphouët D'or" 13. "N'kabourou" 14. "Mystère Naturel"                                                                |
| The Best Of (Alpha Blondy album) (1996)                     | 1. "Cocody Rock" 2. "Apartheid Is Nazism" 3. "Come Back Jesus" 4. "Jerusalem" 5. "Politiqui" 6. "Sweet Fanta Diallo" 7. "Banana" 8. "Café Cacao" 9. "Masada" 10. "Rendez-vous" 11. "Yéyé" 12. "Fulgence Kassy" 13. "Amour Papier Longueur" 14. "Rendez-vous (Cool Summer Mix)"                                                   |
| Yitzhak Rabin (1998) apresentando The Solar System          | 1. "New Dawn" 2. "Yitzhak Rabin" 3. "Assinie Mafia" 4. "Les imbéciles" 5. "Armée Française" 6. "Hypocrites" 7. "Guerre Civile" 8. "Saraka" 9. "Les larmes de Thérèse" 10. "Lalogo" 11. "Maïmouna" 12. "Bakòróni" |
| Elohim (1999)                                               | 1. "Black Samouraï" 2. "Haridjinan" 3. "Les voleurs de la république" 4. "Dictature" 5. "La queue du Diable" 6. "Journalistes en danger (Démocrature)" 7. "When I need you" 8. "Djeneba" 9. "Sabotage" 10. "Take no prisoner (Cannibalistic)" 11. "Lune de miel (Honeymoon)" 12. "Waïkiki Rock" 13. "Petini go gaou" 14. "Mônin" |

### 2000
| Álbum / Lançamento                                            | Lista de faixas |
| ------------------------------------------------------------- | --- |
| Paris Bercy (2001)                                            | - CD 1 1. "Intro" 2. "New Dawn" 3. "Hypocrite" 4. "Jah Glory" 5. "La Queue Du Diable" 6. "Black Samourai" 7. "Samala" 8. "Sweet Fanta Diallo" 9. "Assinie Mafia" 10. "Guerre Civile" 11. "Las Iarmes De Thérèse" 12. "Peace in Liberia" - CD 2 1. "Les Imbeciles" 2. "Unité Nationale" 3. "Medley: Afriki/Bintou/Idjidja/Samory/Rasta Poué" 4. "Haridjinan" 5. "Journalistes En Danger" 6. "Dou Nougnan" 7. "Tere" 8. "Brigadier Sabari " |
| Merci (2002)                                                  | 1. "Wari" 2. "Who Are You" 3. "Quitte Dans Ça" 4. "Souroukou Logo" 5. "God Bless Africa" 6. "Zoukéfiez-moi Ça" 7. "Ato Afri Loué" 8. "Politruc" 9. "Hey Jack" 10. "Vanité" 11. "Si on M'avait Dit" 12. "Le Feu" |
| Akwaba: The Very Best Of (2005) apresentando The Solar System | 1. "Sweet Sweet (Mix)" 2. "Good Luck Is Africa" 3. "Yana De Fohi" 4. "Apartheid Is Nazism" 5. "Cocody Rock (Remix)" 6. "Jerusalem" 7. "Banana Poyo (Mix)" 8. "Black Samourai" 9. "Rasta Poué" 10. "Travailler C'est Trop Dur" 11. "Rendez-vous (Cool Summer Mix)" 12. "Assinie Mafia" 13. "Masada" 14. "Wari" 15. "Young Guns" 16. "Sweet Fanta Diallo" 17. "Afriki" 18. "Desert Storm" 19. "Bloodshed in Africa" 20. "Dieu"              |
| Jah Victory (2007)                                            | 1. "I Wish You Were Here" 2. "Sankara" 3. "Ranita" 4. "Ne Tirez Pas Sur L'Ambulance" 5. "Demain T'Appartient" 6. "Bahia" 7. "Mister Grande Gueule" 8. "Africa Yako" 9. "Cameroun" 10. "Jah Light" 11. "Le Bal Des Combattus" 12. "Tampiri" 13. "Les Salauds" 14. "Sales Racistes" 15. "Ikafo" 16. "Jesus" 17. "Gban-gban" 18. "La Planete" 19. "La Route De La Paix"                                                                      |

### 2010
| Álbum / Lançamento  | Lista de faixas |
| ------------------- | --- |
| Vision (2011)       | 1. "Rasta Bourgeois" 2. "Stewball" 3. "Trop Bon" 4. "Pinto (Mon Kôyoga Préféré)" 5. "C'est Magic" 6. "Tu Mens" 7. "Ma Tête" 8. "Vuvuzela" 9. "Bôgô" 10. "Ces Soi-Disant Amis" 11. "Massaya" 12. "Le Cha-Cha-Cha Du CFA" 13. "L'Autre Rive" 14. "Vuvuzela - Remix By Kore, Featuring Leslie" 15. "Vuvuzela Video"           |
| Mystic Power (2013) | 1. "Hope feat. Beenie Man" 2. "My American Dream" 3. "J'ai Tué Le Commissaire" 4. "Seydou" 5. "Crime Spirituel" 6. "La Bataille d'Abidjan" 7. "France A Fric" 8. "Ouarzazate" 9. "Soutra" 10. "Woman" 11. "Le Métèque" 12. "Danger Ivoirité" 13. "Réconciliation feat. Tiken Jah Fakoly" 14. "Pardon" 15. "Exil (Malavoi)" |